# 一場村
一場村（いちばむら）は、愛知県西春日井郡にあった村。現在の清須市の一部にあたる。

## 地理
五条川の右岸に位置していた。

## 歴史
- 1889年（明治22年）10月1日、町村制の施行により、西春日井郡一場村が単独で村制施行し、一場村が発足[1][2]。大字は編成せず[2]。
- 1906年（明治39年）7月16日、西春日井郡清洲町、朝日村と合併し、清洲町が存続して廃止された[1][2]。

## 産業
- 農業[2]